# ورخنه‌یارکیه‌وو
ورخنه‌یارکیه‌وو (انگلیسی: Verkhneyarkeyevo) یک شهرک در شهرستان ایلیشفسکی استان باشقیرستان کشور روسیه است.